# Sicyos edulis
Il chayote (Sicyos edulis Jacq.) è una specie di pianta appartenente alla famiglia Cucurbitacee, originaria del Messico e dell'America centrale, coltivata nei paesi dell'area costiera del continente e nelle isole. Il maggior esportatore di chayote è la Costa Rica. È conosciuto anche in Italia, dove è chiamato zucchina centenaria, zucca messicana, zucca spinosa o sechio.

## Descrizione

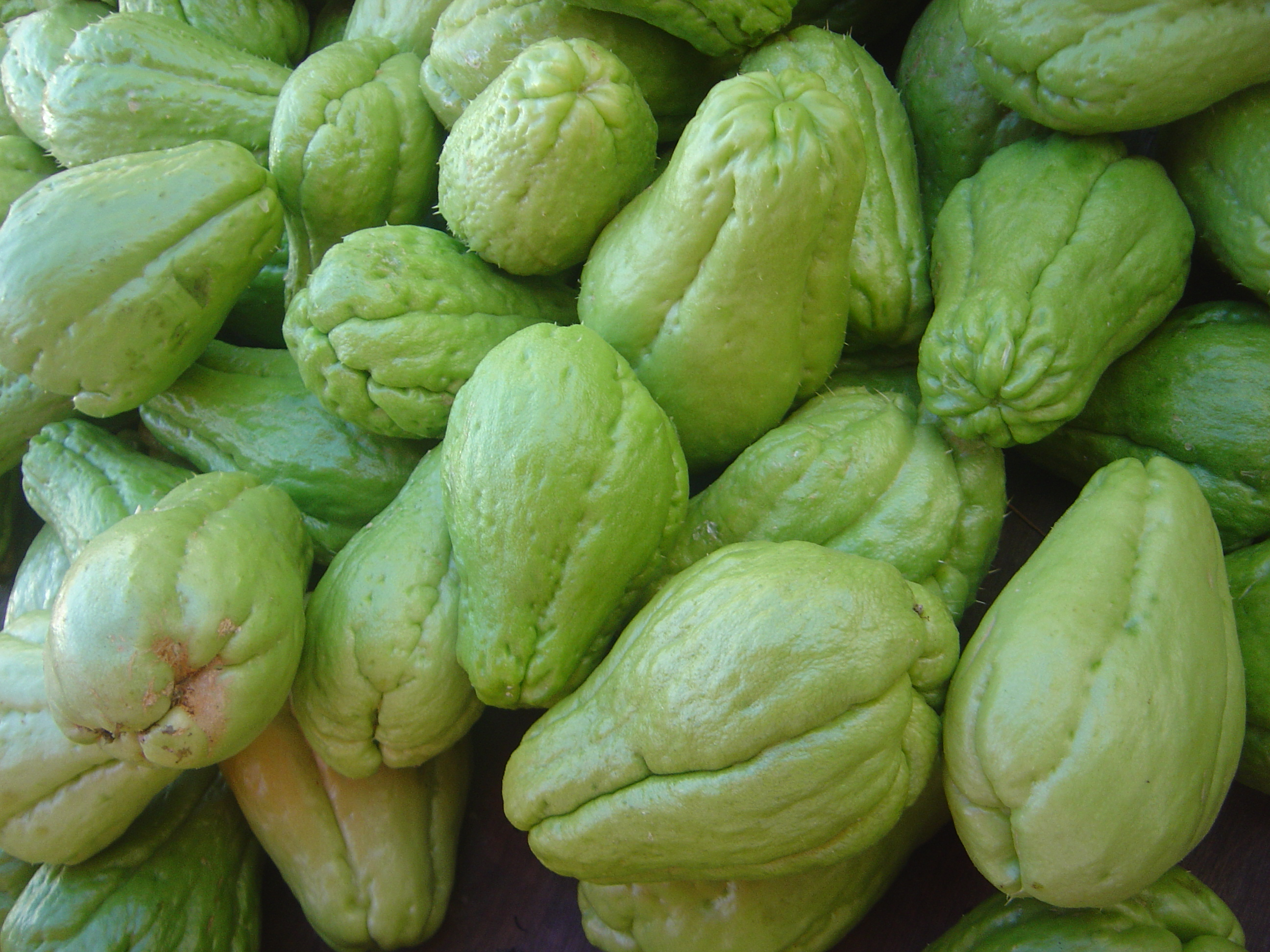
Frutti di chayote

Il chayote è una pianta rampicante perenne che cresce molto rapidamente in luoghi adatti e può coprire diverse decine di metri quadrati. Se cresce su un albero, il chayote può raggiungere un'altezza di oltre cinque metri. Il chayote forma un rizoma da cui germoglia nuovamente in primavera.
Le foglie cuoriformi, picciolate e semplici possono avere le dimensioni di una mano, intorno ai 15-25 centimetri. I piccioli costoluti sono lunghi circa 7-20 centimetri. Le foglie hanno un contorno da ovato a arrotondato e sono pelose sulle nervature della faccia superiore. Spesso sulla pianta sono appesi germogli con foglie secche, i cui viticci non hanno incontrato alcuna possibilità di arrampicarsi.
All'ascella delle foglie compaiono fiori di colore dal bianco al giallo, a cinque petali, a stelo corto con un doppio perianzio. I fiori maschili, che appaiono in grappoli, crescono insieme ai fiori femminili, singoli o in coppia, sulla stessa pianta. Le piante sono quindi monoiche. La pianta è impollinata dagli insetti.
I frutti a seme singolo pendono solitamente sotto il fogliame e raggiungono una dimensione di circa 5–25 centimetri quando sono completamente maturi ma variano in forma, dimensione e colore a seconda della varietà. Il frutto, spesso rugoso, più o meno costoluto, ha generalmente forma da ovoidale a piriforme, più raramente arrotondata. La buccia sottile, cerosa e liscia, a volte leggermente pelosa o con spine morbide, è solitamente verdastra. L'interno del frutto è di colore verde chiaro-biancastro e ha un sapore molto delicato, simile a un misto di patata e cetriolo. Alcune varietà hanno il sapore del cavolo rapa e possono essere consumate crude o cotte.
A differenza di molte altre Cucurbitaceae, il chayote ha un solo seme. Questo è di colore giallastro, a guscio molle, ovoidale, piatto e liscio, delle dimensioni di circa 2,5-5 centimetri ed è anch'esso commestibile. Il seme germina all'interno del frutto, senza la necessità di terriccio (condizione di viviparità). Nelle piante selvatiche il frutto si stacca dalla pianta prima della germinazione. Come il frutto, il seme ha un sapore neutro, ma con una nota leggermente nocciolata.

## Riproduzione
Di norma l'impollinazione è praticata da insetti pronubi.
La condizione del seme di essere contenuto nel frutto, e di essere connesso ed inseparabile da questo (per condizione di viviparità), indica la (inconsueta) necessità che la semina debba essere effettuata col frutto intero e maturo.
Di fatto il frutto alimenta il seme anche dopo la germinazione.

## Usi
Il chayote è usato in cucina come una normale zucchina: di solito viene fritto e condito con un po' di sale, si può fare stufato o bollito e condito come un'insalata, o ancora abbrustolito come contorno, specialmente per carni rosse; gustosissimo in agrodolce, lo si può usare addirittura candito per torte e dolci in genere.
È pianta mellifera, visitata dalle api per il suo nettare e per il polline.

Il chayote contiene vitamina C e diversi amminoacidi, acqua e sali minerali; ha effetti diuretici, previene l'arteriosclerosi e l'ipertensione. Favorisce lo scioglimento dei calcoli renali.